# Belodontichthys truncatus
Belodontichtys truncatus  (лат.) — вид лучепёрых рыб из рода Belodontichthys, обитающих в Юго-Восточной Азии.

## Описание
Максимальная длина тела 60 см. Спина серого цвета, бока серебристо-белые. Вдоль верха анального плавника мелкий крап. Тело удлинённое, сжатое с боков. Челюсти с острыми зубами загнуты вверх, самцы стройнее и у них на заднем краю грудного отдела есть зубцы, которых нет у самок. В спинном плавнике 3—4 мягких луча,а в анальном плавнике 79—96 мягких лучей. Грудные плавники длиннее головы, их длина составляет 21,9—25,8% стандартной длины тела. Длина головы составляет 20,9—23,9% длины тела, длина рыла составляет 35,4—39,6% длины головы; по сравнению с ближайшим родственником (Belodontichthys dinema) у данного вида голова и рыло более короткие.

## Ареал и места обитания
Распространены в бассейне Меконга на территории Вьетнама, Таиланда, Лаоса и Камбоджи, а также в бассейне реки Чаупхрая, полностью протекающей по территории Таиланда. Обитают в больших реках с медленным течением и глубоководными заводями. Заходит в большие ручьи для нереста в июле и августе, а затем возвращается в реки в ноябре — декабре. Остается в глубоководных заводях в течение сухого сезона. 

## Биология
Пресноводная тропическая рыба. Питается преимущественно мелкими рыбами, а также насекомыми, ракообразными, уликами и моллюсками.  Мигрирует через водопады Кхон в июне — июле вместе с другими сомами и переселяется в затопленные леса в июле — октябре, где питается рыбами из рода Henicorhynchus. 

## Взаимодействие с человеком
Отличная промысловая рыба, которую можно поймать на крючок и леску. Реализуется в свежем и сухом виде.